# Alakola-ela
Alakola-ela ist ein kleines Dorf in der Zentralprovinz von Sri Lanka.